# Герасименко, Прокопий Михайлович
Прокопий Михайлович Герасименко (1914—1944) — участник Великой Отечественной войны, командир 47 отдельной штрафной роты 43-й армии 1-го Прибалтийского фронта, капитан. Герой Советского Союза.

## Биография
Родился 7 апреля (20 апреля по новому стилю) 1914 года в с. Червонопоповка (по другим данным в селе Песчаное) Российской империи, ныне Кременского района Луганской области Украины, в семье крестьянина. Украинец. Образование неполное среднее. Работал на одном из предприятий г. Лисичанска, а также на шахте им. Мельникова.
В Красную армию призван Лисичанским военкоматом в 1939 году. В 1940 году окончил курсы усовершенствования командного состава (по другим данным — Чугуевское военное училище). В действующей армии — с июня 1941. Член ВКП(б)/КПСС с 1942 года. Воевал на Западном, Калининском и 1-м Прибалтийском фронтах. Участник операции «Багратион».
47-я отдельная штрафная рота под командованием капитана Прокопия Герасименко 22 июня 1944 года в бою под Витебском прорвала сильно укреплённую и глубоко эшелонированную оборону противника, овладела высотой у деревни Медведки (Шумилинский район), отразила несколько вражеских контратак и удержала её до подхода подкрепления. П. М. Герасименко погиб в этом бою.
Похоронен в братской могиле в деревне Борисовка (по другим данным в деревне Пронино) Шумилинского района Витебской области.

## Награды
- Звание Героя Советского Союза присвоено 22 июля 1944 года посмертно[4].
- Награждён орденами Ленина, Отечественной войны 2-й степени и Красной Звезды, а также медалями.

## Память
- В деревне Пронино Герою установлен обелиск.
- На доме, где он жил, установлена мемориальная доска.
- Его именем названы улица в родном селе и пионерская дружина Кременской школы № 1.
- Также именем Герасименко названа улица в д. Сиротино Шумилинского района.